# Steamboy
Steamboy (jap. スチームボーイ Suchīmubōi) – japoński film anime wyprodukowany w 2004 r. przez Sunrise, wyreżyserowany i współtworzony przez Katsuhiro Ōtomo. Film został wydany w Japonii 17 lipca 2004 roku. Steamboy jest jednym z najdroższych pełnometrażowych japońskich filmów animowanych wykonanych do tej pory. Film był tworzony przez dziesięć lat, wykorzystano ponad 180 000 rysunków i 440 CG cut scenek.

## Postacie
James Ray Steam (jap. ジェームス・レイ・スチム Jēmusu Rei Suchimu)
Seiyū: Anne Suzuki 
Scarlett O’Hara St. Jones (jap. スカーレット・オハラ・セントジョーンズ Sukāretto Ohara Sentojōnzu)
Seiyū: Manami Konishi 
Lloyd Steam (jap. ロイド・スチム Roido Suchimu)
Seiyū: Katsuo Nakamura 
Edward Steam (Eddy) (jap. エドワード・スチム（エディ） Edowādo Suchimu (Edi))
Seiyū: Masane Tsukayama 
Robert Stephenson (jap. ロバート・スチーブンスン Robāto Suchībunsun)
Seiyū: Kiyoshi Kodama 
David (jap. デイビッド Deibiddo)
Seiyū: Ikki Sawamura 
Archibald Simon (jap. アーチボルド・サイモン Āchiborudo Saimon)
Seiyū: Satoru Satō 
Alfred Smith (jap. アルフレッド・スミス Arufureddo Sumisu)
Seiyū: Susumu Terajima 
Jason (jap. ジェイソン Jeison)
Seiyū: Tetsu Inada 
Matka Raya (jap. レイの母親 Rei no hahaoya)
Seiyū: Keiko Aizawa 
Emma (jap. エマ Ema)
Seiyū: Sanae Kobayashi 
Thomas (jap. トーマス Tōmasu)
Seiyū: Aiko Hibi 
Admirał
Seiyū: Osamu Saka 